# پمپ گریز از مرکز

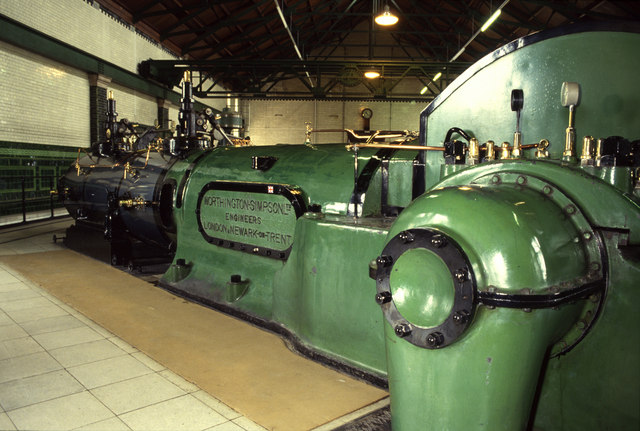
یک پمپ سانتریفیوژ

پمپ گریز از مرکز (به انگلیسی: Centrifugal pump) براساس نیروی گریز از مرکز کار می‌کند بدین صورت که مایع به مرکز پمپ و پای پره‌های پروانه وارد می‌شود. (در اثر کاهش فشار در این ناحیه) پروانه توسط الکتروموتور با سرعت بالا دوران می‌کند و مایع قرارگرفته در بین پره‌های پروانه همراه با آن به دوران در می‌آید لذا انرژی جنبشی آن افزایش می‌یابد و در اثر نیروی گریز از مرکز به طرف خارج پرتاب می‌شود و پوسته پمپ را پر از سیال می‌کند. در نهایت انرژی جنبشی مایع به دلیل طراحی خاص مجرای خروجی پمپ به انرژی پتانسیل فشار تبدیل می‌گردد.

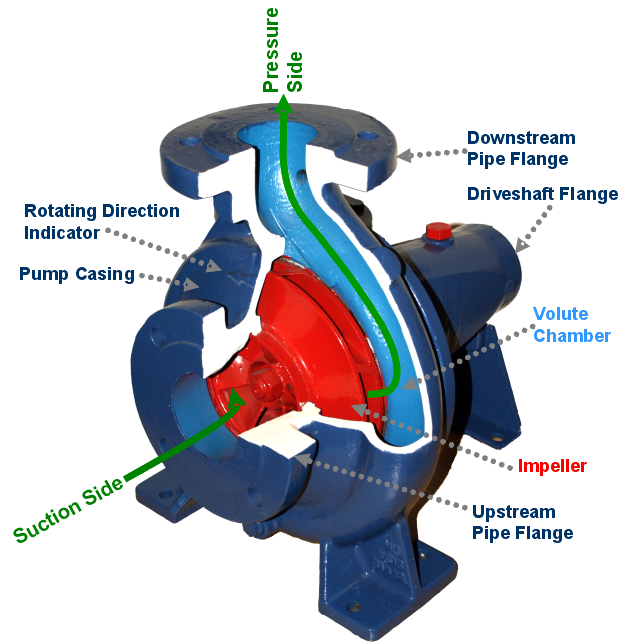
تصویری از یک پمپ سانتریفیوژ (گریز از مرکز)

برای افزایش فشار مایعات استفاده می‌شود. این پمپ ممکن است، یک یا چند طبقه، تک‌مکشه، محفظه با برش شعاعی، مخصوص نصب عمودی. در مواردی بسته به تعداد طبقات و اندازه موتور می‌تواند به صورت افقی یا مایل نیز نصب شود. پروانه‌ها به صورت جریان شعاعی یا مختلط بوده و قابل تراش می‌باشند. محفظه طبقات پمپ‌های جریان شعاعی توسط بست طبقات و محفظه طبقات پمپ‌های جریان مختلط توسط پیچ‌های دو سر به یکدیگر متصل می‌شوند. محفظه مکش بین موتور و پمپ توسط صافی مکش پمپ را در مقابل ذرات درون آب محافظت می‌کند. این نوع پمپ‌ها معمولاً دارای سوپاپ یکطرفه می‌باشند.

## مزایای پمپ‌های گریز از مرکز
- ساختار و روش تولید ساده
- قیمت ارزان
- تولید فشار یکنواخت
- از نظر جنس پروانه و محفظه
- تنوع زیادی دارند
- هزینه تعمیر و نگهداری کمی دارند.
- با تراشیدن پروانه آن‌ها می‌توان عملکرد آن‌ها را تغییر داد.
- چون می‌توانند در دورهای بالا کار کنند امکان اتصال مستقیم به موتور الکتریکی را دارند.
- گذر حجمی سیال در آن‌ها یکنواخت می‌باشد و چنانچه لوله خروجی مسدود یا تنگ شود، فشار زیادی ایجاد نخواهد کرد که به پمپ آسیب برساند در نتیجه زیر بار نمی‌مانند.

## معایب پمپ گریز از مرکز
- این پمپ‌ها هد پایینی دارند.
- در دبی‌های بالا راندمان آن‌ها سریعاً افت می‌کند.
- این پمپ‌ها خود آب‌بند نیستند لذا نیاز به آب‌بندی دارند.
- بازده بالا در محدودهٔ کمی از شرایط عملکرد پمپ امکان‌پذیر است.
- نمی‌توانند سیالات با گران‌روی بالا را به صورت مؤثر پمپ کنند.

## روابط تشابهی حاکم بر پمپ‌های گریز از مرکز
روابط تشابهی حاکم بر پمپ‌های سانتریفیوژ عبارتند از:
قوانین تشابه قطر پروانه
تغییرات دبی با نسبت تغییرات قطر پروانه متناسب است تغییرات هد با مربع نسبت تغییرات قطر پروانه متناسب است تغییرات توان با مکعب نسبت تغییرات قطر پروانه متناسب است
قوانین تشابه دور پمپ تغییرات دبی با نسبت تغییرات دور متناسب است تغییرات هد با مربع نسبت تغییرات دور متناسب است تغییرات توان با مکعب نسبت تغییرات دور متناسب است

## نابالانسی در پمپ‌های گریز از مرکز
وقتی اجزای چرخان پمپ نابالانس باشند، ارتعاش حاصل از عضو چرخان نابالانس می‌تواند ترسناک باشد. این ارتعاش می‌تواند موجب لرزش سطح زمینی که دستگاه روی آن قرار گرفته‌است شود، دستگاه‌های اطراف آن در جای خود تکان می‌خورند، پیچ‌های نگه دارنده شل می‌شوند و قطعات می‌شکنند. یک عضو چرخان نابالانس یر روی یاتاقان‌های خود نیرو اعمال می‌کند و آن را از طریق سازه خود به بیرون منتقل می‌نماید و نهایتاً این نیرو به فونداسیون می‌رسد. دلایل بروز نابالانسی:
- خمش یا قوس برداشتن بین یاتاقان‌های تکیه گاهی
- وزن معلق تحت نیروی ثقل محور محرک را خمیده می‌کند
- ماده یا سیال غیریکنواخت توزیع شده در روتور
- قطعات هرز و لق شده بر روی روتور
- قطرهای مختلف المرکز بر روی روتور که ناشی از ساخت می‌باشد و قطعات روی روتور هم مرکز نشده‌اند
- هم تراز نبودن مسیر رانش با محور روتور
- کوپلینگ‌های راننده لق از پشت هم پرش می‌کنند
- از بین رفتن تلرانس‌های بین قطعات مونتاژ شده بر روی روتور
- شانه‌ای‌های روی روتور خارج از میدان محور دوران ساخته شده‌اند
- خلل و حفره‌های روی روتور
- هم تراز نبودن یاتاقان‌ها به محور نیرو وارد کرده و آن را قوس می‌دهد

## کاربردها
- جهت انتقال آب تمیز در مصارف آبیاری، سیستم‌های آبیاری بارانی، ایستگاه‌های تقویت فشار، تأمین آب اضطراری، زه‌کشی آب‌های زیر زمینی، تأسیسات تصفیه آب، مصارف شستشوی صنعتی و سیستم‌های آتش‌نشانی
- در معادن و آب‌نماها بکار می‌رود. میزان مجاز شن در آب مورد پمپاژ ۲۰ گرم بر متر مکعب می‌باشد.
- یکی از انواع پمپ‌های گریز از مرکز پمپ استخری می‌باشد که دارای دبی زیاد و هد کم می‌باشند.[۴] پمپ تصفیه استخر آب استخر را از راه دریچه‌های کف استخر بهمراه گریل‌ها یا اسکیمر مکش نموده و با ایجاد فشار، آن را از تجهیزات تصفیه آب مانند فیلتر تصفیه استخر، تجهیزات گندزدایی و سیستم گرمایشی عبور داده و در نهایت توسط نازل‌ها مجدداً به استخر بازمی‌گرداند.

## منحنی هد و دبی
در پمپ‌های گریز از مرکز دبی و هد نسبت به هم رابطه معکوس دارند و با افزایش دبی هد پمپ کم می‌شود. منحنی‌های هد و دبی می‌تواند به شکل‌های مختلفی وجود داشته باشد.
- منحنی صعودی (به انگلیسی: RISING)در این پمپ‌ها با افزایش هد پمپ دبی پیوسته کاهش می‌یابد.
- منحنی نزولی (به انگلیسی: DROOPING)در این پمپ‌ها حداکثر هد پمپ در نقطه دبی صفر اتفاق نمی‌افتد.
- منحنی تیز (به انگلیسی: STEEP)در این پمپ‌ها تغییرات هد بین نقطه دبی برابر صفر و نقطه راندمان ماکزیمم پمپ زیاد است.
- منحنی تخت (به انگلیسی: FLAT)در این پمپ‌ها تغییرات هد پمپ نسبت به تغییرات دبی ناچیز می‌باشد و گاهی در قسمتی از منحنی هد تقریباً ثابت است.
- منحنی پایدار(به انگلیسی: STABLE)در این پمپ‌ها همواره به ازا هد پمپاژ یک دبی وجود دارد و اگر خطی از هر هد دلخواه موازی محور دبی رسم کنیم صرفاً در یک نقطه منحنی را قطع می‌کند.
- منحنی نا پایدار (به انگلیسی: UNSTABLE) در این پمپ‌ها ممکن است به ازاء هد پمپاژ بیش از یک دبی موجود باشد؛ یعنی اگر خطی از هر هد دلخواه موازی محور دبی رسم کنیم ممکن است در بیش از یک نقطه منحنی را قطع کند.

## منحنی توان مصرفی
منحنی توان مصرفی رابطه بین دبی پمپاژ و توان مصرفی پمپ را نشان می‌دهد و می‌تواند به دو شکل باشد.
- با بار اضافی (به انگلیسی: OVERLOADING)چنانچه با افزایش دبی به‌طور مستمر توان مصرفی پمپ شکل صعودی داشته باشد به آن منحنی بار بار اضافی گفته می‌شود.
- بدون بار اضافی (به انگلیسی: NO OVERLOADING)چنانچه با افزایش دبی به‌طور مستمر توان مصرفی پمپ شکل صعودی نداشته باشد به آن منحنی بدون بار اضافی گفته می‌شود.

## منحنی راندمان
منحنی راندمان پمپ از شروع تا انتهای نقطه کارکرد پمپ شامل تغییراتی است که توسط شرکت سازنده هر پمپ ارائه می‌شود. راندمان در محدوده‌ای از منحنی هد و دبی به حداکثر خود می‌رسد که به آن BEP بهترین نقطه راندمان گفته می‌شود(به انگلیسی: BEP Best Efficiency point).

## منحنی ارتفاع مکش مثبت خالص
ارتفاع مکش مثبت خالص (به انگلیسی: NPSH Net Positive Suction Head)این منحنی ارتفاع مکش مثبت خالص مورد نیاز پمپ را در دبی‌های مختلف نشان می‌دهد. برای جلوگیری از بروز کاویتاسیون می‌بایست ارتفاع مکش مثبت خالص سیستم از ارتفاع مکش مثبت خالص مورد نیاز پمپ بیشتر باشد.

## نقطه عملکرد پمپ گریز از مرکز
پمپ‌های گریز از مرکز می‌توانند در شرایط مختلفی از نظر دبی و هد (تمامی نقاطی که روی منحنی دبی-هد پمپ قرار دارند) کار کنند. به نقطهٔ خاصی از نظر دبی و هد که پمپ در آن کار می‌کند، نقطه عملکرد پمپ گفته می‌شود که توان الکترموتور، بازده و مقدار ارتفاع مکش مثبت خالص را تعیین می‌کند. این نقطه از تقاطع منحنی سیستم با منحنی عملکرد پمپ بدست می‌آید.

## روابط تشابهی حاکم بر پمپ‌های گریز از مرکز
روابط تشابهی حاکم بر پمپ‌های سانتریفیوژ عبارتند از:
- قوانین تشابه قطر پروانه

تغییرات دبی با نسبت تغییرات قطر پروانه متناسب است
تغییرات هد با مربع نسبت تغییرات قطر پروانه متناسب است
تغییرات توان با مکعب نسبت تغییرات قطر پروانه متناسب است
- قوانین تشابه دور پمپ

تغییرات دبی با نسبت تغییرات دور متناسب است
تغییرات هد با مربع نسبت تغییرات دور متناسب است
تغییرات توان با مکعب نسبت تغییرات دور متناسب است.

## دسته‌بندی پمپ‌های گریز از مرکز
پمپ‌های گریز از مرکز را می‌توان به چند صورت دسته‌بندی نمود. یک شیوه دسته‌بندی، بر پایه جریانی است که به وجود می‌آورند. در این شیوه پمپ‌های گریز از مرکز به سه دسته تقسیم می‌شوند:
- پمپ جریان شعاعی: در این پمپ‌ها فشار سیال تنها با اعمال نیروی گریز از مرکز افزایش می‌یابد. پمپ‌های این دسته، با یک سری پروانه‌های ورودی دارای سرعت مخصوص کمتر از ۴۲۰۰ و با دو سری پروانه‌های مکشی دارای سرعت مخصوص کمتر از ۶۰۰۰ هستند. در این پمپ‌ها سیال به‌طور معمول از طریق توپی وارد پروانه شده و به صورت شعاعی به محیط جریان می‌یابد.
- پمپ جریان مختلط: در این پمپ‌ها فشار تا حدودی با اعمال نیروی گریز از مرکز و تا حدودی نیز با اعمال نیروی بالابری (lift) که از جانب تیغه‌ها اعمال می‌شود افزایش می‌یابد. این دسته از پمپ‌ها دارای یک سری پروانه ورودی با جریان خروجی محوری هستند و تخلیه در راستاهای محوری و شعاعی انجام می‌شود. پمپ‌های این دسته به صورت معمول دارای سرعت مخصوص مابین ۴۲۰۰ تا ۹۰۰۰ هستند.
- پمپ جریان محوری: پمپ‌های این دسته که گاه پمپ‌های ملخی هم نامیده می‌شوند بیشترین افزایش فشار سیال را از طریق اعمال پروانه‌ها یا عملیات بالابری تیغه‌ها اعمال می‌کند. این گروه یک سری پروانه ورودی به همراه جریان ورودی محوری و خروجی تقریباً محوری دارند. پمپ‌های این گروه غالباً دارای سرعت مخصوص‌هایی بیش از ۹۰۰۰ هستند. در حالت کلی از پمپ‌های جریان محوری هنگامی که تولید دبی لازم باشد استفاده می‌کنند و از پمپ‌های جریان شعاعی به منظور افزایش فشار سود می‌برند.

### اجزای تشکیل دهنده الکتروپمپ گریز از مرکز
قسمت‌های اساسی یک الکتروپمپ گریز از مرکز عبارتند از:
- الکتروموتور: که شامل قسمت الکتریکی پمپ است.
- کوپلینگ یا هم محورسازی :که متصل‌کننده الکترومتر به شافت (محور) پمپ است.
- محفظه یاتاقان: که محل قرارگیری برینگ‌ها می‌باشد.
- مکانیکال سیل: که محل آب‌بندی پمپ و جداکننده سیال پمپاژ شده و قسمت مکانیکی پمپ است.
- پره‌های پمپ: که با توجه به نوع کاربرد دارای انواع گوناگون هستند.

دو جزء اصلی پمپ‌های گریز از مرکز پروانه و تیغه آن و حلزونی پمپ هستند.
- پروانه: نقش پروانه‌ها در پمپ گریز از مرکز تأمین انرژی لازم برای سیال می‌باشد. در پمپ‌ها دو نوع پروانه پایه‌ای وجود دارند:
  - مارپیچی
  - توربینی

گاهی ممکن است نیاز شود برای به حرکت درآوردن پمپ صنعتی از منابع و محرک‌های قدرت که در اشکال مختلف وجود دارند به همراه یک دستگاه انتقال نیرو استفاده نمود. در سال‌های اخیر معمولاً به منظور به حرکت درآوردن پمپ‌هایی مثل پمپ گریز از مرکز، پمپ دورانی یا پمپ رفت و برگشتی از موتورهای الکتریکی استفاده می‌شود. در این میان ممکن است برای این کار از توربین‌های بخاری، توربین‌های گازی، توربین‌های هیدرولیکی، موتورهای بنزینی، موتورهای گازی و موتورهای دیزلی نیز استفاده شود. منابع دیگری نیز برای به حرکت درآوردن پمپ‌ها مورد استفاده قرار می‌گیرند که استفاده از آن‌ها محدود است. منابع دیگری نیز وجود دارند که اعتبار آن‌ها محدود است و فقط در موارد خاص و ویژه به کار برده می‌شوند؛ این منابع عبارتند از: توربین‌های انبساطی – هوایی، آسیاب‌های بادی و … 
پروانه‌های توربینی با تیغه‌های پخش‌کننده‌ای احاطه شده‌اند که مسیرهای به تدریج پهن شونده‌ای فراهم می‌آورند تا سرعت آب را به آهستگی کاهش دهند؛ بنابراین هد سرعت به هد فشار تبدیل می‌شود.
پروانه مارپیچی با ویژگی نداشتن تیغه‌های پخش‌کننده مشخص می‌شوند. در عوض پروانه آن درون محفظه‌ای که حلزونی شکل است قرار گرفته و سرعت آب به دلیل ترک کردن پروانه کاهش می‌یابد که همراه با افزایش فشار می‌باشد.
انتخاب بین این دو نوع پروانه بسته به شرایط استفاده تغییر می‌کند. نوع مارپیچی به دلیل ظرفیت بالا و هد مصرفی پائین در چاه‌های کم عمق معمولاً ترجیح داده می‌شوند. نوع توربینی در چاه‌های آب عمیق استفاده می‌شود.
- تیغه: تیغه نقش راندن مایع به خروجی پمپ را دارد که سرعت را به فشار تبدیل می‌نماید. جزء تیغه در داخل پمپ که معمولاً به پروانه متصل است به نوبه خود دارای شکل‌های گوناگونی است. دسته‌بندی شکلی تیغه‌ها را می‌توان به‌طور کلی به دو دسته تقسیم نمود:
  - صاف
  - مارپیچ

که این دسته‌بندی نیز می‌تواند منجر به دسته‌بندی کلی در مورد پروانه‌ها گردد.

### مزایا و معایب پمپ گریز از مرکز
از مزایای پمپ گریز از مرکز می‌توان به ویژگی تولید یک جریان هموار و یکنواخت اشاره نمود. برخی انواع پمپ‌های گریز از مرکز مقداری شن نیز پمپ می‌کنند و در کل مطمئن و دارای عمر کاری خوبی می‌باشند.
از معایب این پمپ‌های می‌توان به از دست دادن سطح کیفی راه اندازی اشاره نمود که بعد از راه اندازی رخ می‌دهد. همچنین راندمان این پمپ‌ها وابسته به کار تحت هد و سرعت طراحی می‌باشد.
در راه اندازی یک پمپ گریز از مرکز از آنجایی‌که این پمپ‌ها از مکش استفاده می‌کنند قابلیت پمپ کردن هوا را ندارند. پس به عنوان یک نتیجه پمپ و لوله بایستی از آب پر باشند تا مشکلی در پمپ آب بروز نکند.